# Springfield, Vermont

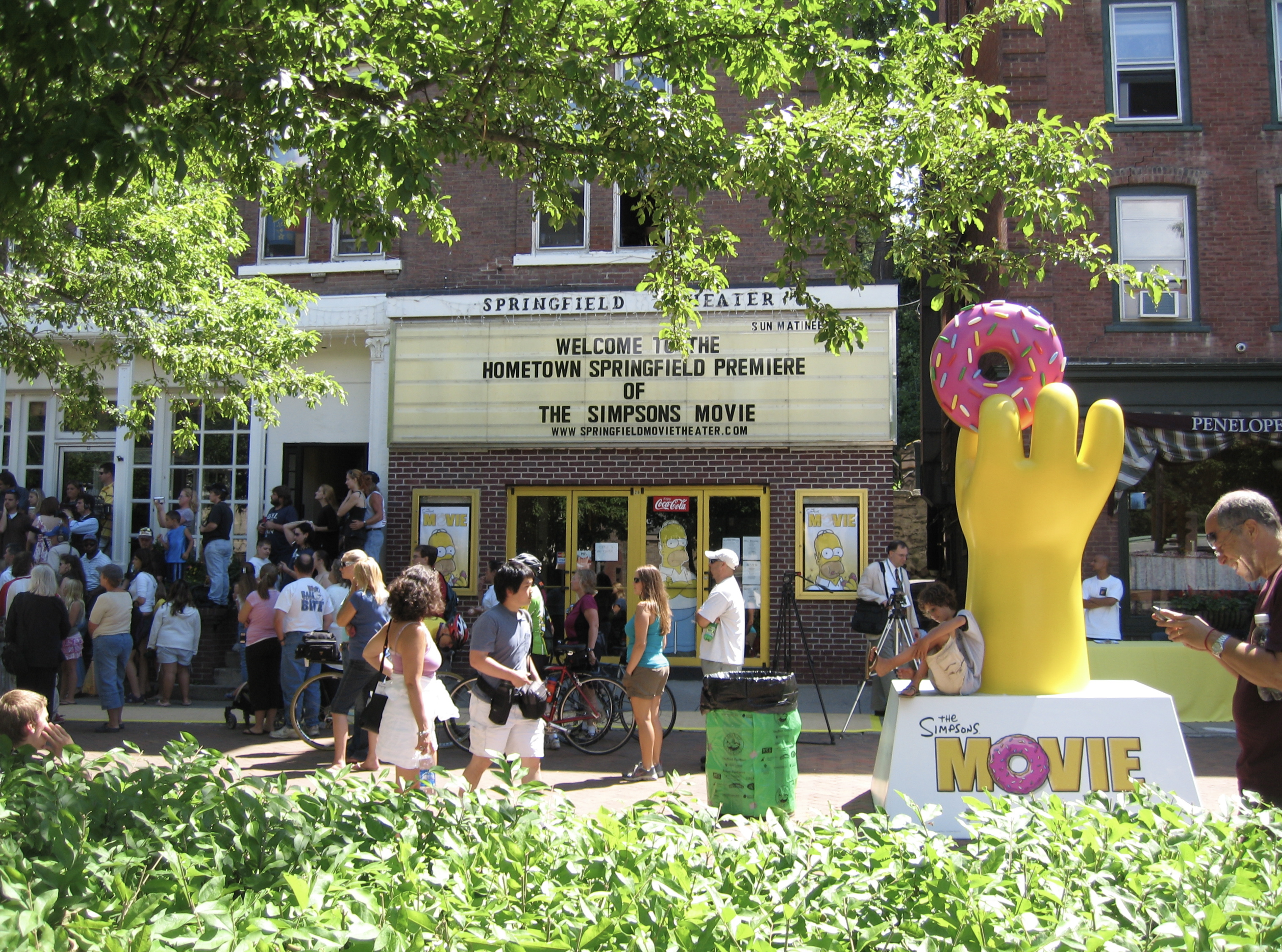
Springfield Theater under premiäreen av The Simpsons: Filmen (2007)

Springfield är en kommun (town) i Windsor County i delstaten Vermont, USA med cirka 9 078 invånare (2000). 
I ett reklamjippo för filmen The Simpsons: Filmen hölls en tävling bland 14 städer i USA som bar namnet Springfield om vilken stad som officiellt skulle utses till den tecknade seriens Springfield. I omröstningen vann Springfield i Vermont och därmed fick man även hysa filmens premiär.

## Kända personer från Springfield
- Dudley C. Haskell, politiker